# XII. Ptolemaiosz
XII. Ptolemaiosz Neosz Dionüszosz (görögül Πτολεμαίος Νέος Διόνυσος, Kr. e. 117 – Kr. e. 51 februárja/márciusa), az ókori Egyiptom tizenkettedik királya a Ptolemaidák közül Kr. e. 80–58 között, majd Kr. e. 54-től haláláig, IX. Ptolemaiosz törvénytelen gyermeke volt. Bár hivatalosan a Neosz Dionüszosz (Νέος Διόνυσος – „Új Dionüszosz”), illetve a Philopatór (Φιλοπάτωρ – „Atyaszerető”) és a Philadelphosz (Φιλάδελφος – „Testvérszerető”) mellékneveket használta, leginkább Aulétészként (Αυλήτης – „Fuvolás”) szokás rá hivatkozni elterjedt ragadványnevén. A Nothosz (Νόθος – „Fattyú”) gúnynévvel is illették, utalva származására.

## Először a trónon
Unokatestvérét, a Sulla segítségével Kr. e. 80-ban trónt szerző, de a népharag által még abban az évben meggyilkolt XI. Ptolemaioszt követte a trónon. Helyzete sokáig nem volt biztos, hiszen elődje végrendeletében a Római Köztársaságra hagyta Egyiptomot. Ptolemaiosz uralkodásáról nem sokat tudunk, de az biztos, hogy legfontosabb külpolitikai célkitűzése az egyiptomi belügyekben mintegy száz éve igen erős befolyást gyakorló, a szomszédos Kürénét (Kr. e. 74) és Szíriát (Kr. e. 64) ebben az időben megszerző Rómával való jó viszony fenntartása volt. Rómában azonban elődje végrendelete miatt nagyon sokáig nem ismerték el uralkodónak, így hatalmas összegeket fordított ajándékokra és vesztegetésre. Mindemellett a kortársai és az utókor által is mélyen elítélt kicsapongásainak élt – Sztrabón szerint neve méltán szerepel IV. Ptolemaiosz és VIII. Ptolemaiosz mellett mint a legrosszabb ptolemaidák egyike. Állítólag a Neosz Dionüszosz nevet is azért vette fel, mert ezzel akarta igazolni mértéktelen züllöttségét. Nem csak részegeskedése, hanem kedvelt elfoglaltsága, a közkeletűen lenézett fuvolázás is rossz színben tüntette fel – a király nem átallt maga is indulni az általa szervezett zenei versenyeken.
Róma végül Kr. e. 59-ben megadta neki vágyott szövetségesi elismerést, de értésére adva, hogy helyzete továbbra sem biztos, Kr. e. 58-ban elfoglalta Ciprust a végrendeletnek legalább részben érvényt szerezve. Az amúgy is közutálatnak örvendő uralkodó ellen ekkor Alexandria népe fellázadt, ő pedig kénytelen volt elmenekülni. Távollétében felesége, VI. Kleopátra és lánya, IV. Bereniké gyakorolta a hatalmat.

## Száműzetésben
A száműzött király, bár rhodoszi találkozójuk alkalmával az ifjabb Cato erről igyekezett lebeszélni, először Rómában agitált saját ügye mellett. Kezdetben úgy tűnt, sikere lesz: még Cicero is az érdekében szólalt fel, végül megszületett a határozat, amely Publius Cornelius Lentulus Spinther ciliciai proconsulra bízta Aulétész restaurációjának feladatát. Csakhogy Ptolemaiosz hamarosan lerombolta a róla alkotott pozitív képet. Az Alexandriából érkező követeket feltartóztatta, részben megölette, és minden eszközzel azon volt, hogy ne járulhassanak ellene felhozott panaszokkal a senatus elé. Az eseten felháborodott római politikusok beleszőtték bűneit a populares és az optimata párt párharcába, a senatorok egy frakciója Pompeiusnak akarta átadni a megbízást, végül született egy szibilla-jóslat, amely megtiltotta „idegen király fegyveres restaurációját”. A kiábrándult Ptolemaiosz az elhúzódó viták elől Epheszoszba vonult vissza, lemondva a hivatalos segítségről.

## Restauráció
Itt azonban tovább folytatta agitációját, és sikerrel is járt, noha nem állami szintű segítséget kapott. Pompeius híve, Aulus Gabinius syriai helytartó ugyanis, miután a feljegyzések szerint tízezer talentumnyi összeget kapott Ptolemaiosztól, Kr. e. 55-ben hadsereget biztosított számára. Egyiptomban akkor épp IV. Bereniké és férje, Arkhelaosz volt hatalmon, akik megpróbálták feltartóztatni a római seregeket a határon. Kudarcot vallottak, így Ptolemaiosz Aulétész ismét Egyiptom királya lett.
Uralkodása hátralevő négy éve nagyrészt a leszámolással és pénzügyi botrányokkal telt. Bosszújának esett áldozatul lánya, Bereniké és veje, Arkhelaosz, illetve számos alexandriai támogatójuk. Újabb felkeléstől nem kellett tartania, mivel Gabinius római helyőrséget hagyott hátra a védelmére; igaz azonban, hogy katonasága követeléseinek több alkalommal engedni kényszerült. Mi több, nem csak biztonsága, hanem pénzügyei tekintetében is kiszolgáltatott volt Róma akaratának: kénytelen volt bizonyos Caius Rabirius Postumust megtenni kincstárnokává.

## Utódlása
Ptolemaiosz Aulétésznek egyiptomi szokás szerint a nővére, VI. Kleopátra volt a felesége, tőle több gyermeke született. A trónját elbitorló IV. Bereniké addigra már meghalt, így két fia – a későbbi XIII. és XIV. Ptolemaiosz, illetve két leánya, VII. Kleopátra és IV. Arszinoé maradt utána. A trónon XIII. Ptolemaiosz és VII. Kleopátra követte.